# Vlatko Grozdanoski
Vlatko Grozdanoski (en macédonien : Влатко Грозданоски) est un footballeur international macédonien né le 30 janvier 1983 à Skopje, en RFS de Yougoslavie, aujourd'hui République de Macédoine. Il joue au poste de milieu offensif avec le Vardar Skopje.

## Biographie
Le 30 décembre 2001, il reçoit sa première sélection en équipe de Macédoine, lors du match Oman - Macédoine (victoire 0-2).

## Palmarès
- Avec le Vardar Skopje :
  - Champion de Macédoine en 2003, 2015, 2016 et 2017.

- Avec l'Omonia Nicosie :
  - Vainqueur de la Coupe de Chypre en 2005.
  - Vainqueur de la Supercoupe de Chypre en 2006.

## Statistiques

### En sélection nationale
| Sélection   | Année | Matchs | Buts |
| ----------- | ----- | ------ | ---- |
| Macédoine A | 2001  | 1      | 0    |
| Macédoine A | 2002  | 6      | 1    |
| Macédoine A | 2003  | 8      | 1    |
| Macédoine A | 2004  | 3      | 1    |
| Macédoine A | 2005  | 5      | 0    |
| Macédoine A | 2006  | 4      | 0    |
| Macédoine A | 2007  | 6      | 0    |
| Macédoine A | 2008  | 8      | 1    |
| Macédoine A | 2009  | 6      | 0    |
| Macédoine A | 2010  | 1      | 0    |
| Macédoine A | 2011  | 2      | 0    |
| Total       | Total | 50     | 4    |

### Buts en sélection
| Buts en sélection de Vlatko Grozdanoski | Buts en sélection de Vlatko Grozdanoski | Buts en sélection de Vlatko Grozdanoski | Buts en sélection de Vlatko Grozdanoski | Buts en sélection de Vlatko Grozdanoski | Buts en sélection de Vlatko Grozdanoski | Buts en sélection de Vlatko Grozdanoski |
|                                         | Date                                    | Lieu                                    | Adversaire                              | Score                                   | Résultat                                | Compétition                             |
| --------------------------------------- | --------------------------------------- | --------------------------------------- | --------------------------------------- | --------------------------------------- | --------------------------------------- | --------------------------------------- |
| 1.                                      | 12 octobre 2002                         | Stade Gradski, Skopje (Macédoine)       | Turquie                                 | 1-0                                     | 1-2                                     | Éliminatoires Euro 2004                 |
| 2.                                      | 11 juin 2003                            | Stade BJK İnönü, Istanbul (Turquie)     | Turquie                                 | 1-0                                     | 2-3                                     | Éliminatoires Euro 2004                 |
| 3.                                      | 11 juin 2004                            | A. Le Coq Arena, Tallinn (Estonie)      | Estonie                                 | 4-2                                     | 4-2                                     | Match amical                            |
| 4.                                      | 20 août 2008                            | Stade Josy-Barthel, Luxembourg (Lux.)   | Luxembourg                              | 2-0                                     | 4-1                                     | Match amical                            |

NB : Les scores sont affichés sans tenir compte du sens conventionnel en cas de match à l'extérieur (Azerbaïdjan-Adversaire)